# Lice ubice
Lice ubice je 158. epizoda serijala Malog rendžera obјavljena u Lunov magnus stripu #1004. Epizoda je premijerno u Srbiji objavljena 13. septembra 2022. Koštala je 270 dinara (2,2 €, 2,5 $). Epizoda je imala 94 strane. Izdavač јe bio Golkonda. Tiraž ove sveske bio je 3.000 primeraka. Ovo je nastavak epizode započete u LMS-1000, a nastavljena je u LMS-1008.

## Originalna epizoda
Ova epizoda je premijerno objavljena u Italiji kao #158. pod nazivom Il volto dell’assasino u januaru 1977. godine. Nacrtao ju je Francesko Gamba i Kamilo Cufi, a scenario su napisali Dečio Kanzio i Tristano Toreli. Autor naslovne stranice je Luiđi Korteđi.

## Kratak sadržaj
Poglavica Pajuta objašnjava Kitu i Frenkiju da ih već nekoliko godina napadaju Tevtonski konjanici iz prošlosti, koje predvodi Crni Zmaj. Crni Zmaj ih naziva nižim bićima koji ne zaslužuju da žive, navodeći želju Velikog majstora koji je odlučio da ih protera sa zemlje na kojoj žive da bi oslobodio životni prostore za Tevtonske sinove. Kit i Frenki kreću prema obližnjem vojnom utvrđenju Pit, kojim komanduje major Pejns. On im otkriva da su svi vojnici takođe nemačkog porekla, ali obećava pomoć protiv Tevtonskih konjanika. Sledećeg jutra Kit i Frenki zatiču potpuno prazno utvrđenje, nakon čega se pojavljuju Tevtonski konjanici predvođeni Crnim Zmajem, koji ih odvode u Crnu šumu, a potom u zamak u kome su smešteni tevtonski konjanici. Nakon što ih smeštaju u tamnicu, Kita i Frenkija izvode pred Velikog majstora tevtonskog reda. Potom stražari izvode indijanca, a Veliki majstor najavljuje žrtvovanje Ariju i arijevskoj rasi. Indijancu na čelo utisnu žig svastike, a potom muy odrube glavu. Kit potom saznaje da su tri glavne osobe među vitezovima profesor Hajndrik, major Pejsn i šerif Alemani sitija. Kita i Frenkija vražaju u ćeliju u kojoj Kit fingira sopstveno vešanje. Nakon što prevare stražara, Kit i Frenki beže iz ćelije. U pokušaju da nađu izlaz iz zamka, Kit ulazi u Polin apartman. Ona mu predlaže da ga sakrije iza zavese dok potrage ne prođe.

## Preskočena epizoda u bivšoj Jugoslaviji
U bivšoj Jugoslaviji, ova epizoda (zajedno sa nastavcima) preskočena je u Lunov magnus stripu najverovatnije zbog nacističkih obeležja koja se u njoj pojavljuju. Da je objavljena, pojavila bi se posle LMS331 Hitac u metu, koja je objavljena krajem 1978. godine.

## Nastavak izlaženja LMS
Ovo je četvrta epizoda Lunov magnus stripa koja je objavljena posle 1993. godine, kada je serijal prestao da izlazi. Poslednja epizoda nosila je #997, a #998 nikada nije objavljen.

## Repriza u Italiji
Ova epizoda reprizirana je u #79 serijala Il piccolo ranger koju u Italiji od 2012. godine reprizira izdavačka kuća If Edizione. Sve je izašla pod nazivom Il dragone nero/Il volto dell'assassino u 14. decembra 2018. godine. Naslovnu stranu je nacrtao Masimo Rotundo. Koštala je 8 €.

## Prethodna i naredna epizoda
Prethodna epizoda LMS Velikog Bleka nosila je naziv Stari traper (#1003), a naredna epizoda Julie pod nazivom Draga, najdraža prijateljica (#1005).